# Salicine
Salicine is een β-glycoside. Het aglycon bestaat uit salicylalcohol. Het suikerdeel van het glycoside bestaat uit glucose. In het menselijk organisme heeft salicine dezelfde werking als aspirine en daarmee is salicine een natuurlijk voorkomende pijnbestrijder. De naam salicine is afgeleid van het Latijnse woord Salix, dat wilg betekent. In 1828 werd het voor het eerst door Johann Andreas Buchner geïsoleerd. Hij gaf de verbinding ook zijn naam.

## Natuurlijk voorkomen
Salicine en andere derivaten van salicylzuur komen in de natuur voor in wilgen, (bijvoorbeeld in de schietwilg), in het  viooltje (Viola tricolor) en in populieren (met name in soorten als Populus alba, Populus candicans, Populus nigra en Populus tremula). In de moerasspirea komt salicylalcohol voor.

## Winning
Salicine komt weliswaar in ruime mate in het plantenrijk voor, maar isolatie ervan vindt voornamelijk plaats uit wilgenbast. De zuivere stof komt voor als kleurloze tot witte kristallen.

## Fysiologische werking
Salicylalcoholglycosiden zoals salicine worden in de darm in salicylalcohol en glucose gesplitst door hydrolyse. In de lever wordt salicylalcohol tot salicylzuur omgezet. Salicylzuur remt de synthese van prostaglandines door blokkering van het enzym cyclo-oxygenase (COX). Het werkt daardoor koortsverlagend en pijnstillend.